# Сливиньский, Юзеф
Юзеф Сливиньский (пол. Józef Śliwiński, в России Иосиф Иванович Сливинский; 15 декабря 1865, Варшава — 4 марта 1930, Варшава) — польский пианист, дирижёр и музыкальный педагог. Сын органиста Яна Сливиньского.
Учился первоначально у Юлиуша Яноты и Казимира Гофмана (отца Иосифа Гофмана), затем в Варшавском музыкальном институте у Рудольфа Штробля, в 1886—1887 гг. занимался в Вене у Теодора Лешетицкого, завершил своё музыкальное образование под руководством Антона Рубинштейна в Санкт-Петербурге. В 1890 г. дебютировал как концертный исполнитель, гастролировал в России и Европе, в 1901 г. выступил в США вместе с Лейпцигским оркестром Ганса Виндерштайна. Был известен, прежде всего, исполнением романтического репертуара — особенно сочинений Фридерика Шопена (по поводу интерпретации которых специально консультировался с Карлом Микули) и Роберта Шумана. Сохранилась сделанная Сливиньским в 1905 году запись шопеновского Экспромта № 2 фа диез мажор Op. 36. Страстной поклонницей творчества Сливиньского была писательница Элиза Ожешко.
В 1910 г. начал преподавательскую деятельность в Риге, затем в Ростове-на-Дону, с учреждением в 1912 г. Саратовской консерватории вёл в ней класс фортепиано, в 1914—1916 гг. её директор. В 1918 г. вернулся в получившую независимость Польшу, преподавал в Варшаве и Познани. В 1925 г. гастролировал в Лондоне.